# Kilån

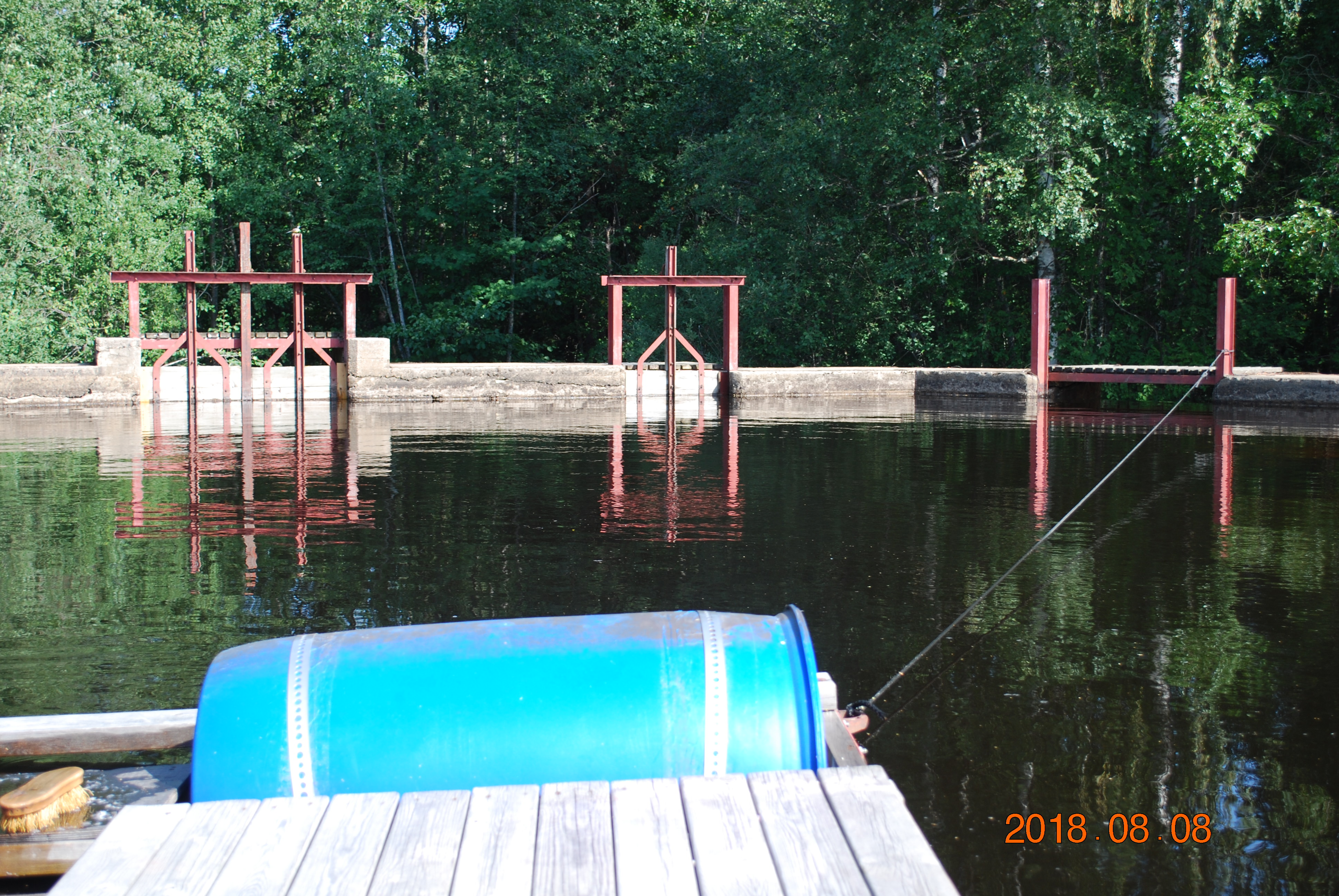
Dammen med brygga vid Hallens nedre kvarn.

Kilån är ett vattendrag i södra delarna av Bollnäs Kommun. Den avvattnar Bofarasjön där ån passerar byarna Löten och Bofara sedan genom byn Hallen där ansluter en bäck som avvattnar Bälsesjön innan den mynnar ut i Bergviken vid Kilafors i närheten av Kilafors herrgård.

## Historia
Enligt historiska kartor har ån haft olika namn beroende på vilka byar den passerat: Bofaraån längst i väster, Lötån, Lötebäcken, Hallån, Åhn, Kila å samt Kilån. På den 4,2 km långa slingrande sträckningen mellan sjöarna så faller ån cirka 20 m. De största nivåskillnaderna är belägna i Hallen och vid utloppet i Bergviken. Vattenkraftens utnyttjande finns belagt i skriftliga källor från 1500-talet och på kartor från 1700-talets början finns ett flertal kvarnar avbildade. År 1725 grundades Kilafors bruk i anslutning till Kilåns fall och utlopp i sjön Bergviken (se separat artikel). Lokal elproduktion har funnits vid tre platser efter ån under delar av den tidsperioden, varav Kilåns kraftverk fortfarande är i drift. Kilån användes också som flottled mellan åren 1895 och 1957. Under flottningsepoken gick ån under samlingsnamnet "Bofaraån" tillsammans med sjön Stor-Flugen, Flugån och den mellanliggande Bofarasjön.